# 拉沙佩勒圣艾蒂安
拉沙佩勒圣艾蒂安（法語：La Chapelle-Saint-Étienne，法語發音：[la ʃapɛl sɛ̃t‿etjɛn]）是法国德塞夫勒省的一个旧市镇，属于布雷叙尔区。2019年1月1日，拉沙佩勒圣艾蒂安与邻近的5个市镇合并为新市镇塞夫尔河畔蒙库唐。

## 地理
拉沙佩勒圣艾蒂安（46°40'59"N, 0°34'31"W）面积18.81 平方千米，位于法国新阿基坦大区德塞夫勒省，该省份为法国西部内陆省份，北起曼恩-卢瓦尔省，西接旺代省，南至夏朗德省和滨海夏朗德省，东临维埃纳省。
与拉沙佩勒圣艾蒂安接壤的市镇（或旧市镇、城区）包括：拉布西、拉布勒伊贝尔纳、拉尔雅斯、穆捷苏尚特梅勒、圣保罗昂加蒂讷。
拉沙佩勒圣艾蒂安的时区为UTC+01:00、UTC+02:00（夏令时）。

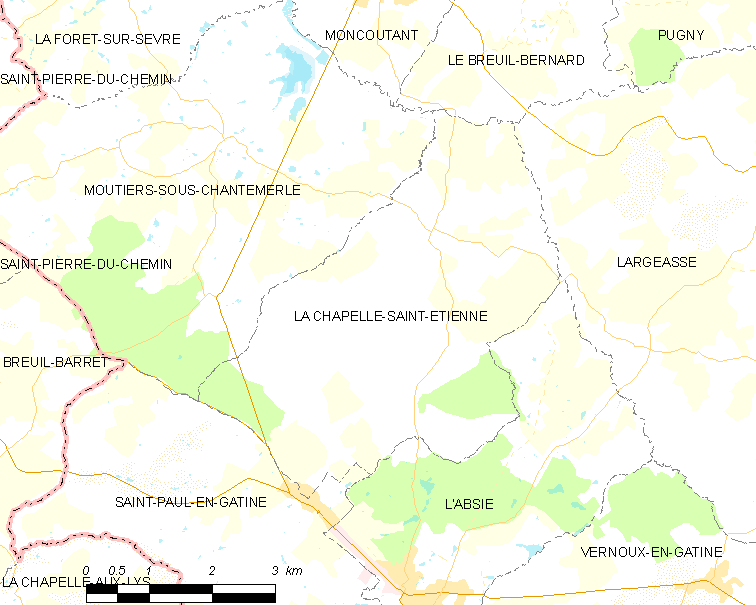
拉沙佩勒圣艾蒂安的OSM定位图

## 行政
拉沙佩勒圣艾蒂安的邮政编码为79240，INSEE市镇编码为79075。

## 政治
拉沙佩勒圣艾蒂安所属的省级选区为瑟里宰县。

## 人口

1962-2008年间拉沙佩勒圣艾蒂安人口变化图示

拉沙佩勒圣艾蒂安于2018年1月1日时的人口数量为327人。